# Wappen der Gemeinde Taufkirchen (Vils)
Das Wappen der Gemeinde Taufkirchen (Vils) ist seit 1954 das offizielle Hoheitszeichen von Taufkirchen (Vils).

## Blasonierung
„Unter rotem, mit einem silbernen Pfahl belegten Schildhaupt in Blau eine silberne Rundkapelle in romanischen Bauformen.“

## Geschichte
Das Wappen wurde vom Münchener Heraldiker Emil Werz gestaltet.
Allerlei irrige Ansichten über die Sippenzusammengehörigkeit mehrerer alter Edelgeschlechter Altbayerns mit dem Namen Taufkirchen erzwangen zunächst ausgedehnte genealogische Nachforschungen. Noch 1824 hatte sogar das Kgl. Reichsheroldsamt anlässlich der Wappenverleihung an die damals in den Freiherrenstand erhobene Familie Moreau zu Taufkirchen (Vils) dieser fälschlich das Löwenwappen der im 17. Jahrhundert ausgestorbenen Taufkirchner zu Taufkirchen bei München und Höhenrain zuerkannt. Völlig verschieden von diesem ist aber der gleichnamige, an der Vils begüterte Ortsadel des 12. und frühen 13. Jahrhunderts, von dem kein Wappen bekannt ist. Die Urkunden versagen jedoch den Beweis dafür, dass sich diese Taufkircher im heute noch blühenden Geschlecht der Grafen von Taufkirchen zu Guttenburg und Ibm fortgesetzt haben. Auffallend ist freilich, dass deren Stammwappen (in Rot ein silberner Pfahl) seit seinem frühesten Auftreten um 1295 völlig den Wappen der ebenfalls in der Erdinger Gegend von jeher begüterten Geschlechter der Fraunberger zu Altfraunberg und der Fraunhofer zu Altfraunhofen gleicht. Vielleicht hat sich doch die nach Taufkirchen (Vils) benannte Familie um 1200 in zwei Linien gespalten, deren eine zur Wittelsbacher, die andere aber zur Salzburger (später Kraiburgischen) Ministerialität zählte. Bei der Gestaltung des Gemeindewappens löste man das Problem durch die Übernahme des Stammwappens der noch blühenden Freiherren von Fraunberg, die schon vor 1265 den zum heutigen Gemeindegebiet gehörigen Einödhof Stadl und seit mindestens 1337 auch den Ort Taufkirchen selbst besaßen. Durch die erwähnte Wappengleichheit mit den Taufkirchern zu Guttenburg mag das Schildhaupt im gemeindlichen Wahrzeichen zugleich auf die vermutete Verbindung dieser Familie mit den alten Ortsadeligen von Taufkirchen (Vils) Bezug nehmen. Das wichtigste Schildbild ist aber die einstige, 1890 abgebrochene und in ihren altertümlichen Formen nur durch ältere Abbildungen bekannte Taufkapelle in Taufkirchen, die wohl schon im 9. Jahrhundert der Siedlung den Namen gab. Sie macht das Gemeindewappen zu einem redenden.
Das Bayerische Staatsministerium des Innern genehmigte mit Beschluss vom 8. März 1954 die Führung des Wappens durch die Gemeinde.